# Annäherungssicht
Die Annäherungssicht ist eine Sichtweite am Knotenpunkt und dient als Parameter für den Entwurf von Straßen. 
Die Annäherungssicht ist in den  Richtlinien für die Anlage von Landstraßen (RAL) beschrieben.
Es handelt sich dabei um die Sichtweite, die ein auf einer untergeordneten Straße befindlicher Fahrzeugführer aus 15 m Entfernung vom Rand der übergeordneten Straße haben sollte, um den kreuzenden Verkehr rechtzeitig erfassen zu können. Eine ausreichende Annäherungssicht ermöglicht das sichere Einbiegen ggf. ohne Anhalten. Mit Hilfe dieser Sichtweite erkennt der Fahrzeugführer der untergeordneten Straße den bevorrechtigten Verkehr rechtzeitig und kann richtig reagieren. Die Annäherungssicht ist besonders an Außerortsstraßen wichtig für einen sicheren Verkehrsablauf an Knotenpunkten. Innerorts kann die Sichtweite aus städtebaulichen Gründen häufig nicht eingehalten werden.